# カイマン亜科
カイマン亜科（カイマンあか、Caimaninae）は、ワニ目アリゲーター科のワニである。アリゲーター亜科と並び、アリゲーター科の主要な系統の1つである。カイマン亜科のワニは、中央アメリカおよび南アメリカに生息する。比較的小さく、ほとんどの種は体長数mにしか達しない。最も小さい種はコビトカイマンで成長すると1m程、最も大きい種はクロカイマンで成長すると4m以上になる。体長12m程度になるPurussaurusや、同程度の大きさに成長し、幅広のアヒルのような口吻を持つMourasuchus等の絶滅種も知られている。

## 現存種

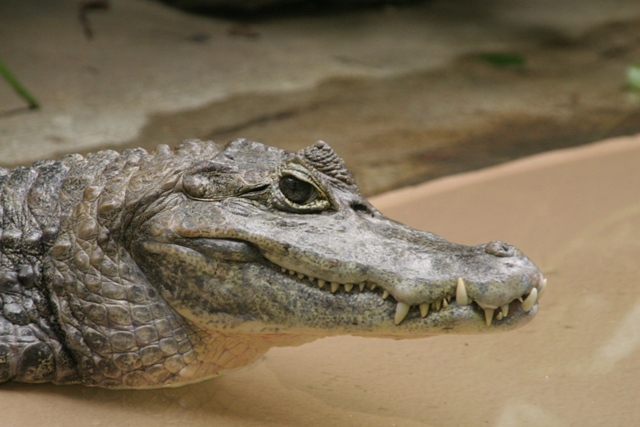
メガネカイマン (Caiman crocodilus)
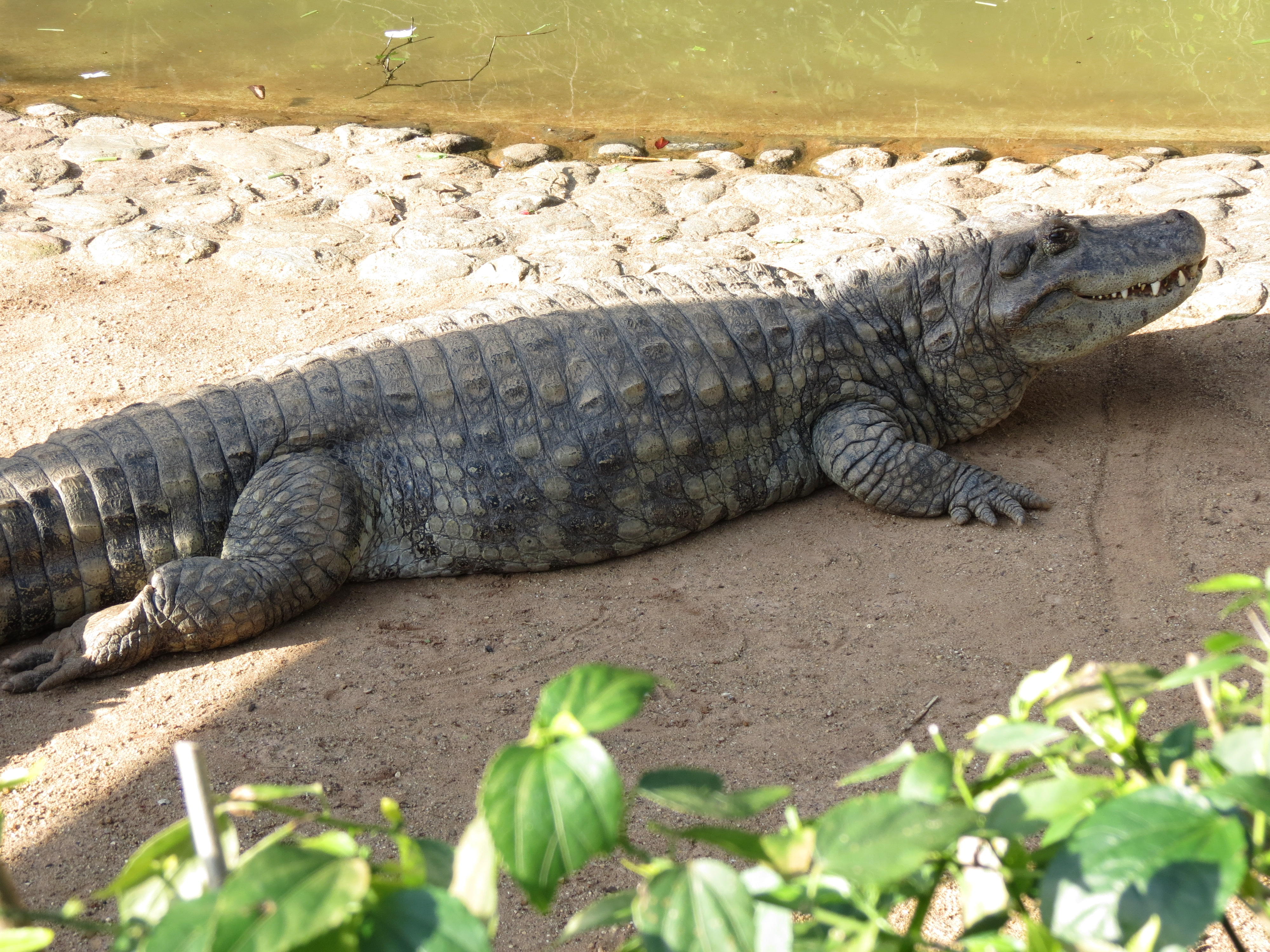
クチビロカイマン (Caiman latirostris)
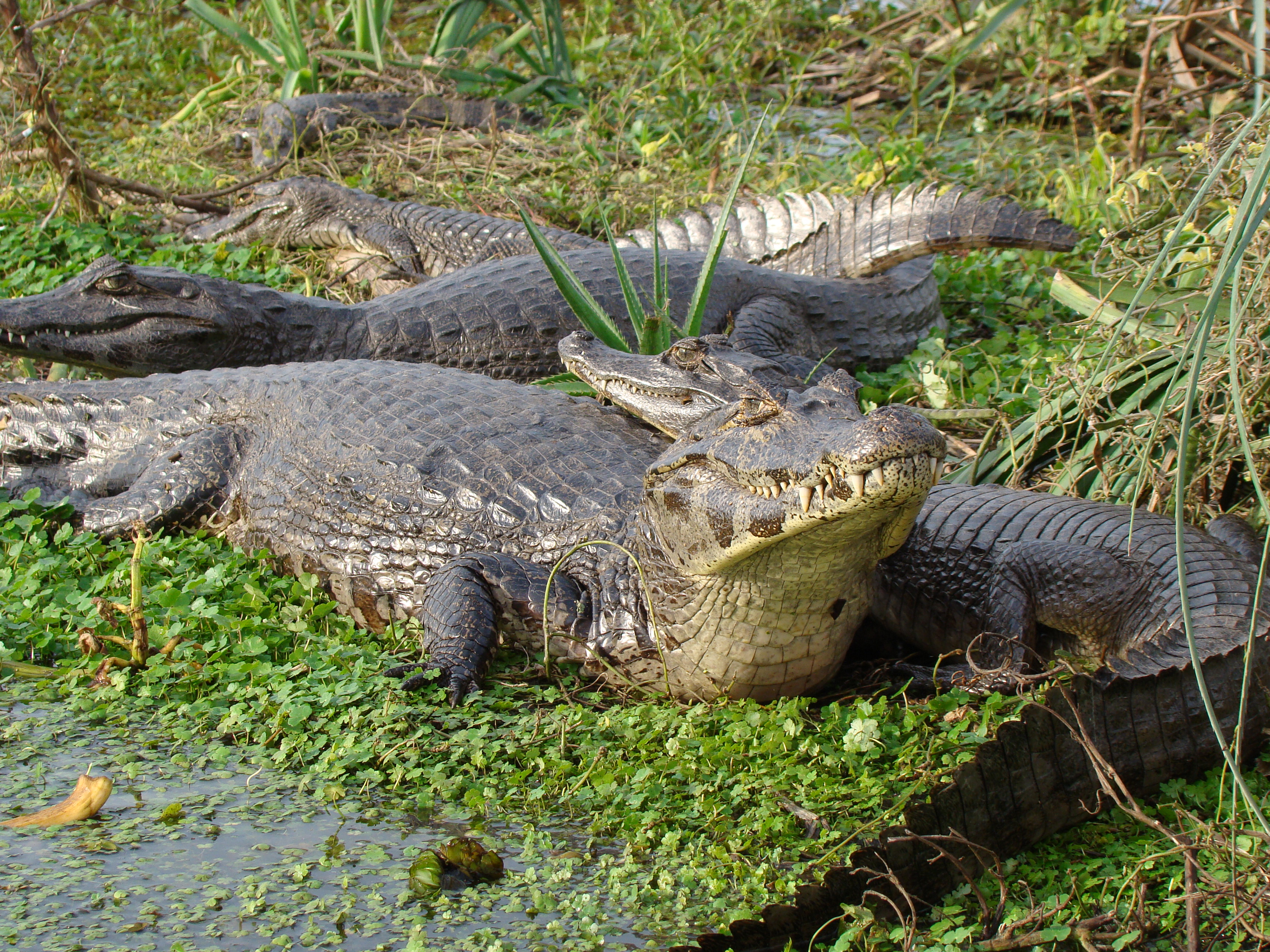
パラグアイカイマン (Caiman yacare)
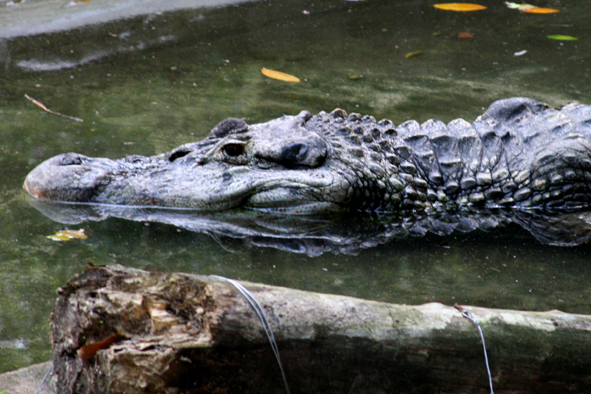
クロカイマン (Melanosuchus niger)
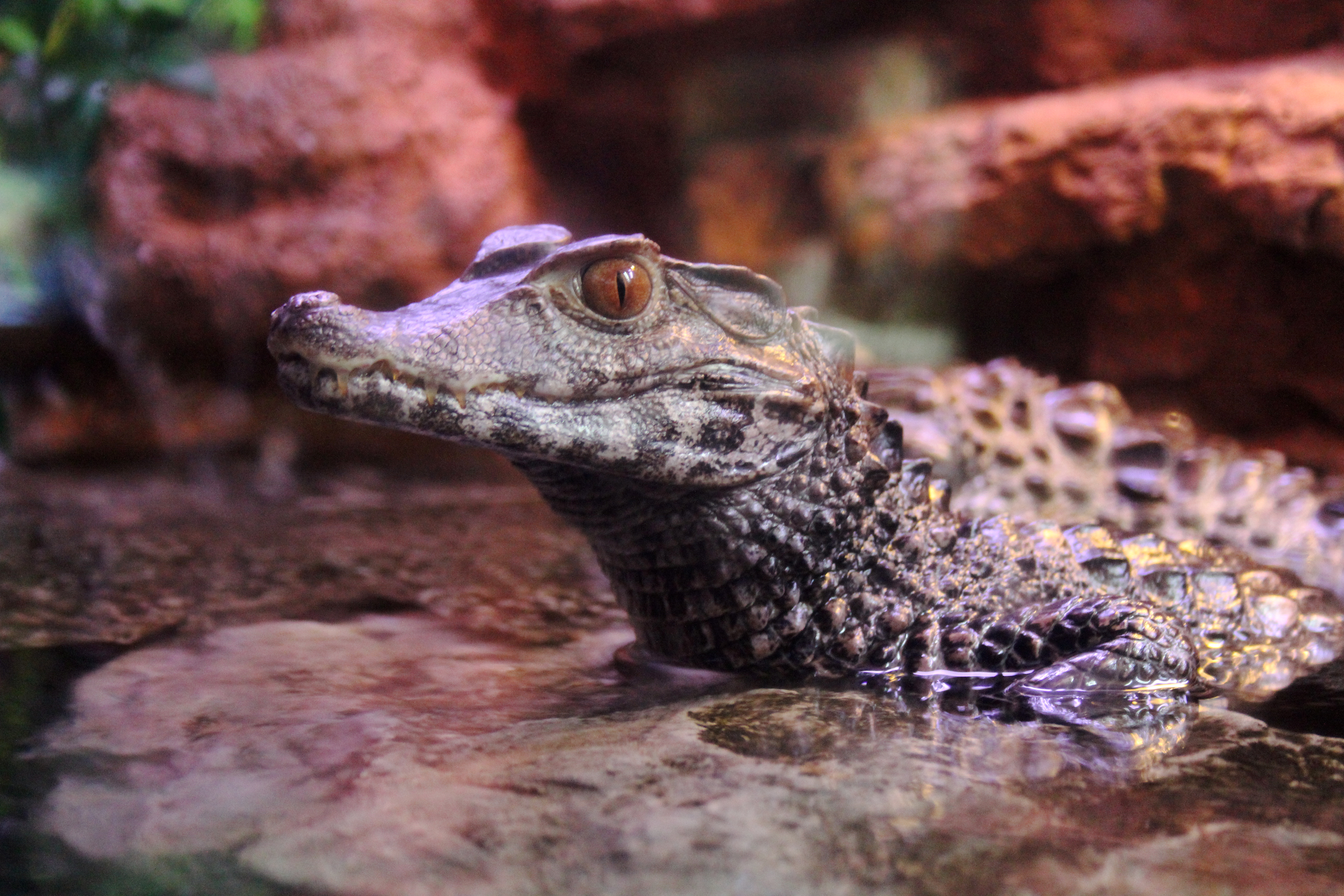
コビトカイマン (Paleosuchus palpebrosus)
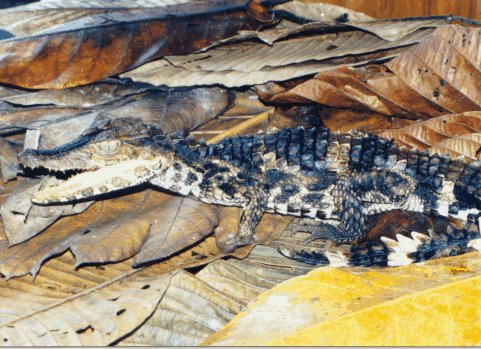
ブラジルカイマン (Paleosuchus trigonatus)

## 分類
- カイマン亜科
  - †Centenariosuchus属
  - †Culebrasuchus属
  - †Eocaiman属
  - †Globidentosuchus属
  - コビトカイマン属(Paleosuchus)
    - コビトカイマン (Paleosuchus palpebrosus)
    - ブラジルカイマン (Paleosuchus trigonuatus)

  - †Purussaurus属
  - †Mourasuchus属
  - †Necrosuchus属
  - †Orthogenysuchus属
  - †Tsoabichi 属
  - クレード Jacarea
    - カイマン属(Caiman)
      - パラグアイカイマン(Caiman yacare)
      - メガネカイマン(Caiman crocodilus) 
        - アパポリスカイマン(Caiman caiman apaporiensis)
        - マグダレナメガネカイマン(Caiman caiman fuscus)

      - †Caiman lutescens
      - †Caiman venezuelensis
      - クチビロカイマン(Caiman latirostris)

    - クロカイマン属(Melanosuchus)
      - †Melanosuchus fisheri
      - クロカイマン(Melanosuchus niger)